# Артём (платформа)
Артём — остановочный пункт Владивостокского региона Дальневосточной железной дороги на линии Угольная — Мыс Астафьева.
Станция расположена в центре города Артём Приморского края, недалеко от городского автовокзала. Самая крупная по плотности пассажирского потока станция города. На платформе останавливаются электрички из Владивостока и аэроэкспрессы на аэропорт Кневичи.
Остановочный пункт открыт в 1958 году под названием Шахтёрская. Название Аэропорт начинает встречаться на картах двухтысячных годов. Современное название станция получила в июле 2012 года.
В 2012 году было завершено строительство нового пассажирского комплекса. Строительство двухэтажного железнодорожного вокзала и двух высоких платформ производилось в рамках общей реконструкции участка Владивосток — Аэропорт Кневичи в целях подготовки к саммиту АТЭС-2012.

## Платформа
| Номер трека | Тип поезда               | Место назначения                                       | примечания |
| ----------- | ------------------------ | ------------------------------------------------------ | ---------- |
| 1           | 114                      | Для Партизанск, Находка и Тихоокеанская                |            |
| 1           | Аэроэкспресс             | Для Аэропорт Кневичи                                   |            |
| 1           | Электричка               | Для Партизанск, Находка, Тихоокеанская и Мыс Астафьева |            |
| 2           | Аэроэкспресс, Электричка | Для Угольная, Вторая Речка и Владивосток               |            |
| 2           | 113                      | Для Уссурийск, Ружино и Хабаровск I                    |            |